# Luci Racili
Luci Racili (en llatí Lucius Racilius) va ser elegit tribú de la plebs l'any 56 aC. Amic de Ciceró i de Lèntul Espinter, es va destacar en el suport a la tornada de Ciceró de l'exili i durant el seu tribunat va atacar al senat a l'antic tribú de la plebs Publi Clodi Pulcre de forma molt severa. Va permetre que Ciceró publiqués amb el seu nom un edicte contra Clodi, avui perdut.
A la guerra civil romana va abraçar la causa de Juli Cèsar i va servir al seu costat a Hispània l'any 48 aC, però va conspirar contra la vida del governador de la província Quint Cassi Longí, i quan aquest va avortar el complot el va fer condemnar a mort junt amb altres implicats.